# Phân loại Sibley-Ahlquist
Phân loại Sibley-Ahlquist là một hệ thống phân loại chim do Charles Sibley và Jon E. Ahlquist đề xuất. Hệ thống này dựa trên các nghiên cứu lai DNA-DNA tiến hành vào cuối những năm 1970 và trong suốt những năm 1980.
Lai DNA-DNA là một trong những loại kỹ thuật so sánh dùng trong sinh học phân tử nhằm tạo ra dữ liệu khoảng cách (so với dữ liệu ký tự) và có thể được phân tích để tái tạo phát sinh gen chỉ bằng cách sử dụng thuật toán xây dựng cây phân loại theo ngoại hình. Trong quá trình lai DNA-DNA, tỷ lệ phần trăm giống nhau của DNA giữa hai loài được ước tính bằng mức giảm liên kết hydro giữa các nucleotide của DNA dị loài (tức là sợi DNA kép được tạo ra bằng thực nghiệm từ các chuỗi đơn của hai loài khác nhau), so sánh với DNA đồng loài (cả hai chuỗi DNA của cùng một loài).

## Đặc điểm
Hệ thống phân loại này được coi như là một ví dụ ban đầu về miêu tả theo nhánh học, bởi lẽ nó hệ thống hóa nhiều cấp độ phân loại trung gian: "thân" của cây phân loại là lớp Aves, từ đó phân nhánh thành các phân lớp, rồi các phân thứ lớp, tiểu lớp, liên bộ, bộ, phân bộ, phân thứ bộ, tiểu bộ, liên họ, họ, phân họ, tông, phân tông và cuối cùng là chi và loài. Tuy nhiên, nghiên cứu phân loại này không sử dụng các phương pháp miêu tả theo nhánh học hiện đại, vì nó hoàn toàn dựa vào lai DNA-DNA, được dùng làm thước đo duy nhất cho sự giống nhau.
Phân loại Sibley–Ahlquist khác biệt rất nhiều so với cách tiếp cận truyền thống hơn được sử dụng trong phân loại Clements.
Danh mục dưới đây liệt kê những thay đổi lớn so với Clements, theo thứ tự Sibley–Ahlquist như sau:
- Mở rộng Struthioniformes, gồm các bộ Rheiformes (đà điểu Nam Mỹ), Casuariiformes (đà điểu đầu mào và đà điểu Emu), Apterygiformes (kiwi) và Struthioniformes (đà điểu).
- Tinamiformes (tinamous) không đổi.
- Mở rộng đáng kể Ciconiiformes, gồm Sphenisciformes (chim cánh cụt), Gaviiformes (chim lặn gavi), Podicipediformes (chim lặn), Procellariiformes (hải âu và hải yến), Pelecaniformes (bồ nông và họ hàng), Ciconiiformes (hạc và họ hàng), Falconiformes (chim săn mồi), Charadriiformes (chim lội, mòng biển, nhàn và an ca) và Pteroclidae (gà cát).
- Anseriformes (vịt, ngỗng và họ hàng) không đổi.
- Điều chỉnh Galliformes (gà, trĩ và họ hàng). Chuyển Chachalaca sang Craciformes.
- Lập mới Craciformes (chachalaca). Trước đây là một phần của Galliformes.
- Lập mới Ralliformes (gà nước). Trước đây là một phần của Gruiformes.
- Điều chỉnh Gruiformes (sếu). Gà nước và cun cút lần lượt chuyển sang Ralliformes và Turniciformes.
- Lập mới Turniciformes (cun cút). Trước đây là một phần của Gruiformes.
- Điều chỉnh Columbiformes (bồ câu). Chuyển gà cát sang Ciconiiformes.
- Psittaciformes (vẹt) không đổi.
- Lập mới Musophagiformes (turaco). Trước đây là một phần của Cuculiformes.
- Điều chỉnh Cuculiformes (cu cu). Chuyển turaco sang Musophagiformes.
- Điều chỉnh Strigiformes (cú). Được mở rộng để bao gồm cả Caprimulgiformes (cú muỗi, cú muỗi mỏ quặp, chim dầu, chim potoo).
- Điều chỉnh Apodiformes (yến). Chuyển chim ruồi sang Trochiliformes.
- Lập mới Trochiliformes (chim ruồi). Trước đây là một phần của Apodiformes.
- Coliiformes (chim chuột) không đổi.
- Trogoniformes (nuốc) không đổi.
- Điều chỉnh Coraciiformes (sả rừng).
- Lập mới Upupiformes (đầu rìu). Trước đây là một phần của Coraciiformes.
- Lập mới Bucerotiformes (hồng hoàng). Trước đây là một phần của Coraciiformes.
- Lập mới Galbuliformes (jacamar và puffbird). Trước đây là một phần của Piciformes.
- Điều chỉnh Piciformes (gõ kiến).
- Passeriformes (chim dạng sẻ) không đổi.

Một vài trong số những thay đổi là những điều chỉnh nhỏ. Ví dụ, thay vì đặt các loài yến, yến cây và chim ruồi trong cùng một bộ không bao gồm gì khác, Sibley và Ahlquist lại xếp chúng vào cùng một liên thứ tự, bao gồm một bộ gồm chim ruồi và một bộ khác gồm yến và yến cây. Nói cách khác, họ vẫn coi yến là họ hàng gần nhất của chim ruồi.
Một số thay đổi khác thì rộng lớn hơn. Trước đây, chim cánh cụt được coi là tách biệt với tất cả các loài chim còn sống khác. Ví dụ, Wetmore xếp chúng vào một liên bộ, cùng với tất cả các loài chim ngoài tiểu bộ Ratitae trong một liên bộ khác. Tuy nhiên, Sibley và Ahlquist đã xếp chim cánh cụt vào cùng liên họ với chim lặn gavi, hải âu, hải yến và cốc biển. Theo phân tích phát sinh gen của họ, chim cánh cụt gần với những loài chim đó hơn diệc và cò.
Nhánh điểu cầm (gà, vịt và họ hàng) đã được chấp thuận rộng rãi. Bằng chứng DNA của Sibley–Ahlquist về sự đơn ngành của nhánh được thúc đẩy bởi việc phát hiện ra loài chim hóa thạch Vegavis iaai, một loài chim nước về cơ bản là hiện đại nhưng kỳ dị nhất sống gần Cape Horn khoảng 66-68 triệu năm trước, cùng thời với khủng long.

## Phân loại
| Tiểu lớp             | Liên bộ             | Bộ                  | Họ | Ghi chú về tình trạng hiện tại |
| Phân thứ lớp Eoaves  | Phân thứ lớp Eoaves | Phân thứ lớp Eoaves | Phân thứ lớp Eoaves | Phân thứ lớp Eoaves |
| -------------------- | ------------------- | ------------------- | --- | --- |
| Ratitae              | Ratitae             | Struthioniformes    | 1. Struthionidae 2. Rheidae 3. Casuariidae 4. Apterygidae | |
| Ratitae              | Ratitae             | Tinamiformes        | 1. Tinamidae | |
| Galloanserae         | Gallomorphae        | Craciformes         | 1. Cracidae 2. Megapodiidae | Gộp trong bộ Galliformes. |
| Galloanserae         | Gallomorphae        | Galliformes         | 1. Phasianidae 2. Numididae 3. Odontophoridae | |
| Galloanserae         | Anserimorphae       | Anseriformes        | 1. Anhimidae 2. Anseranatidae 3. Dendrocygnidae 4. Anatidae | |
| Phân thứ lớp Neoaves |                     |                     | | |
| Turnicae             | Turnicae            | Turniciformes       | 1. Turnicidae | Gộp trong bộ Charadriiformes. |
| Picae                | Picae               | Piciformes          | 1. Indicatoridae 2. Picidae 3. Megalaimidae 4. Lybiidae 5. Ramphastidae | |
| Coraciae             | Galbulimorphae      | Galbuliformes       | 1. Galbulidae 2. Bucconidae | Gộp trong bộ Piciformes bởi hầu hết các tổ chức. |
| Coraciae             | Bucerotimorphae     | Bucerotiformes      | 1. Bucerotidae 2. Bucorvidae | |
| Coraciae             | Bucerotimorphae     | Upupiformes         | 1. Upupidae 2. Phoeniculidae 3. Rhinopomastidae | Gộp trong bộ Bucerotiformes bởi hầu hết các tổ chức. |
| Coraciae             | Coraciimorphae      | Trogoniformes       | 1. Trogonidae | |
| Coraciae             | Coraciimorphae      | Coraciiformes       | 1. Coraciidae 2. Brachypteraciidae 3. Leptosomidae 4. Momotidae 5. Todidae 6. Alcedinidae 7. Halcyonidae 8. Cerylidae 9. Meropidae | |
| Coliae               | Coliae              | Coliiformes         | 1. Coliidae | |
| Passerae             | Cuculimorphae       | Cuculiformes        | 1. Cuculidae 2. Centropodidae 3. Coccyzidae 4. Opisthocomidae 5. Crotophagidae 6. Neomorphidae | Opisthocomidae hiện được tách ra một bộ riêng, Opisthocomiformes. |
| Passerae             | Psittacimorphae     | Psittaciformes      | 1. Psittacidae | |
| Passerae             | Apodimorphae        | Apodiformes         | 1. Apodidae 2. Hemiprocnidae | Gộp trong Caprimulgiformes bởi hầu hết các tổ chức. Cách khác là gộp trong bộ Apodiformes mở rộng. |
| Passerae             | Apodimorphae        | Trochiliformes      | 1. Trochilidae | Gộp trong Caprimulgiformes bởi hầu hết các tổ chức. Cách khác là gộp trong bộ Apodiformes mở rộng. |
| Passerae             | Strigimorphae       | Musophagiformes     | 1. Musophagidae | |
| Passerae             | Strigimorphae       | Strigiformes        | 1. Tytonidae 2. Strigidae 3. Aegothelidae 4. Podargidae 5. Batrachostomidae 6. Steatornithidae 7. Nyctibiidae 8. Eurostopodidae 9. Caprimulgidae | Strigiformes thu lại còn các loài cú (Tytonidae, Strigidae) Các họ khác chuyển sang bộ Caprimulgiformes. |
| Passerae             | Passerimorphae      | Columbiformes       | 1. Raphidae 2. Columbidae | |
| Passerae             | Passerimorphae      | Gruiformes          | 1. Eurypygidae 2. Otididae 3. Gruidae 4. Aramidae 5. Heliornithidae 6. Psophiidae 7. Cariamidae 8. Rhynochetidae 9. Rallidae 10. Mesitornithidae | Gruiformes được coi là đa ngành: - Eurypygidae và Rhynochetidae hiện thuộc Eurypygiformes; - Odtidae hiện thuộc Otidiformes; - Cariamidae hiện thuộc Cariamiformes; - Mesitornithidae hiện thuộc Mesitornithiformes. |
| Passerae             | Passerimorphae      | Ciconiiformes       | 1. Pteroclidae 2. Thinocoridae 3. Pedionomidae 4. Scolopacidae 5. Rostratulidae 6. Jacanidae 7. Chionidae 8. Pluvianellidae 9. Burhinidae 10. Charadriidae 11. Glareolidae 12. Laridae 13. Accipitridae 14. Sagittariidae 15. Falconidae 16. Podicipedidae 17. Phaethontidae 18. Sulidae 19. Anhingidae 20. Phalacrocoracidae 21. Ardeidae 22. Scopidae 23. Phoenicopteridae 24. Threskiornithidae 25. Pelecanidae 26. Ciconiidae 27. Fregatidae 28. Spheniscidae 29. Gaviidae 30. Procellariidae | Ciconiiformes được phát hiện là đa ngành và hiện chỉ gồm các loài cò (Ciconiidae). Các họ khác được tách ra thành nhiều bộ khác: - Pterocliformes (Pteroclidae) - Charadriiformes (từ Thinocoridae đến Laridae) - Accipitriformes (Accipitridae, Sagittariidae) - Falconiformes (Falconidae) - Podicipediformes (Podicipedidae) - Phaethontiformes (Phaethontidae) - Suliformes (Sulidae, Anhingidae, Phalacrocoracidae, Fregatidae) - Pelecaniformes (Ardeidae, Scopidae, Threskiornithidae, Pelecanidae) - Phoenicopteriformes (Phoenicopteridae) - Sphenisciformes (Spheniscidae) - Gaviiformes (Gaviidae) - Procellariiformes (Procellariidae) |
| Passerae             | Passerimorphae      | Passeriformes       | 1. Acanthisittidae 2. Pittidae 3. Eurylaimidae 4. Philepittidae 5. Tyrannidae 6. Thamnophilidae 7. Furnariidae 8. Formicariidae 9. Conopophagidae 10. Rhinocryptidae 11. Climacteridae 12. Menuridae 13. Ptilonorhynchidae 14. Maluridae 15. Meliphagidae 16. Pardalotidae 17. Petroicidae 18. Irenidae 19. Orthonychidae 20. Pomatostomidae 21. Laniidae 22. Vireonidae 23. Corvidae 24. Callaeatidae 25. Picathartidae 26. Bombycillidae 27. Cinclidae 28. Muscicapidae 29. Sturnidae 30. Sittidae 31. Certhiidae 32. Paridae 33. Aegithalidae 34. Hirundinidae 35. Regulidae 36. Pycnonotidae 37. Hypocoliidae 38. Cisticolidae 39. Zosteropidae 40. Sylviidae 41. Alaudidae 42. Nectariniidae 43. Melanocharitidae 44. Paramythiidae 45. Passeridae 46. Fringillidae | |